# فاني غاريدو
فاني غاريدو (بالإسبانية: Fanny Garrido)‏ هي كاتِبة ومترجمة إسبانية، ولدت في 1 سبتمبر 1846 في لا كورونيا في إسبانيا، وتوفيت في 11 سبتمبر 1917 في Liáns, Oleiros ‏ في إسبانيا.